# Iaslovăț (gmina)
Iaslovăț – gmina w Rumunii, w okręgu Suczawa. Obejmuje tylko jedną miejscowość Iaslovăț. W 2011 roku liczyła 3163 mieszkańców.